# Janick Gers
Janick Robert Gers, född 27 januari 1957 i Hartlepool, England, är en brittisk musiker; gitarrist i heavy metal-bandet Iron Maiden sedan 1990.

## Biografi
Gers startade sin musikaliska karriär som gitarrist i White Spirit 1975. Därefter gick han med i gruppen Gillan, en grupp som skapades av den förre sångaren i bandet Deep Purple, Ian Gillan. Efter att Gillan lagts ner spelade han i gruppen Gogmagog, och med andra olika artister, som till exempel Fish från tidiga Marillion. 1990 spelade han gitarr på sångaren i Iron Maiden, Bruce Dickinsons första soloalbum, Tattooed Millionaire. Under inspelningen frågade Dickinson honom om han ville gå med i Iron Maiden och ta Adrian Smiths plats. Han har varit med bandet sedan dess.
Gers var mycket självkritisk och övervägde att sluta spela, när vännen Bruce Dickinson övertalade honom att börja spela med sitt soloband. Gers hade inte spelat speciellt mycket på åratal vid det laget.
Gers gitarrspel kännetecknas av hög hastighet och fingerfärdighet. Gers är även en skicklig låtskrivare. Han har skrivit melodiska stycken som Dance of death och Montsegur. Gers blev inspirerad av Ritchie Blackmore från Deep Purple. Han tog efter hans positioner på scenen och solon. Han blev även inspirerad av den irländske gitarristen Rory Gallagher. Han har länge spelat på Fender Stratocaster och använder alltid en sådan gitarr. Gers favoritgitarr är en svart Fender Stratocaster, med JB Jr.-mikrofoner. Denna gitarr var tydligen en gåva från Ian Gillan. 
Janick Gers scenshow skiljer sig ganska mycket från resten av bandet, han dansar runt på scenen och kastar alltid gitarren runt nacken.
Gers är även ett mycket stort Hartlepool United-fan.

## Diskografi

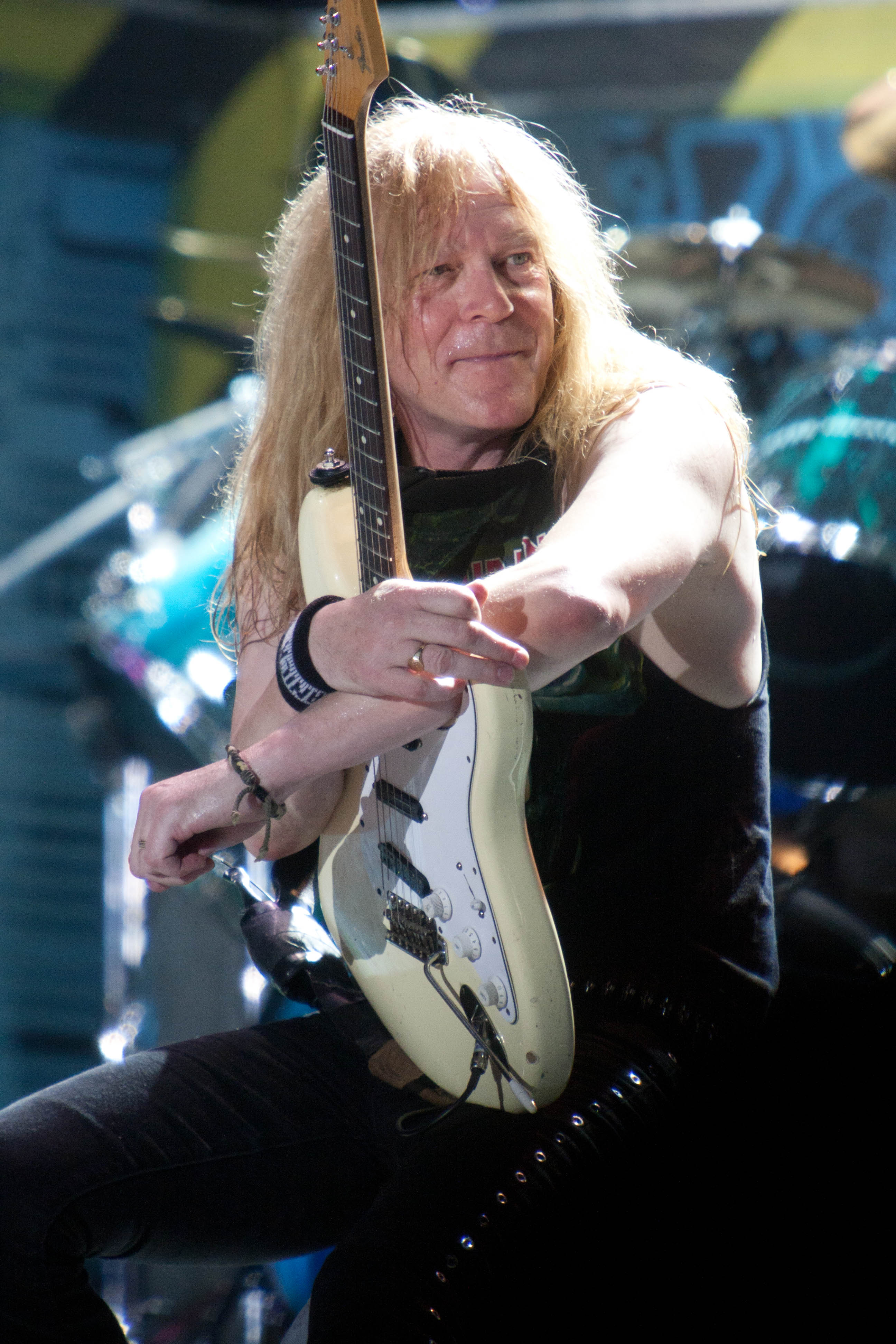
Janick Gers vid Ottawa Bluesfest 2010

### White Spirit
- White Spirit (album) (1980)

### Ian Gillan
- Magic (1981)
- Double Trouble (1982)

### Gogmagog
- I Will Be There (1985)

### Fish
- Vigil in a Wilderness of Mirrors (1990)

### Bruce Dickinson
- Tattooed Millionaire (1990)

### Iron Maiden
- No Prayer for the Dying (1990)
- Fear of the Dark (1992)
- A Real Live One (Live, 1993)
- A Real Dead One (Live, 1993)
- Live at Donington (Live, 1993)
- The X Factor (1995)
- Virtual XI (1998)
- Brave New World (2000)
- Rock in Rio (2002)
- Dance of Death (2003)
- Death on the Road (2005)
- A Matter of Life and Death (2006)
- The Final Frontier (2010)
- The Book of Souls (2015)